# Jurija Gagarina
La rue Jurija Gagarina (en serbe cyrillique : Јурија Гагарина) est située à Belgrade, la capitale de la Serbie, dans la municipalité urbaine de Novi Beograd.
Le nom de la rue est un hommage au Soviétique Youri Gagarine, qui fut le premier homme dans l'espace.
La rue sert de limite informelle entre le nord et le sud du quartier des Blokovi.

## Parcours
La rue Jurija Gagarina prend naissance au carrefour du Bulevar Milutina Milankovića et de la rue Vladimira Popovića. Elle s'oriente vers l'ouest et rencontre un grand échangeur donnant accès au pont d'Ada ; elle croise ensuite les rues Antifašističke borbe (à droite) et Savski nasip (à gauche), puis le Bulevar Crvene armije, le « Boulevard de l'armée rouge » (à droite) et la rue Dr Agostina Neta (à gauche). Elle continue vers l'ouest et croise la rue Omladinskih brigada ; elle laisse la petite rue Prvomajska sur sa droite et oblique légèrement vers le sud-ouest ; elle traverse la rue Gandijeva (la « rue de Gandhi »), la rue Nehruova (la « rue Nehru »), laisse sur sa droite la rue Dušana Vukasovića puis se termine au niveau de la rue Dr Ivana Ribara.

## Éducation

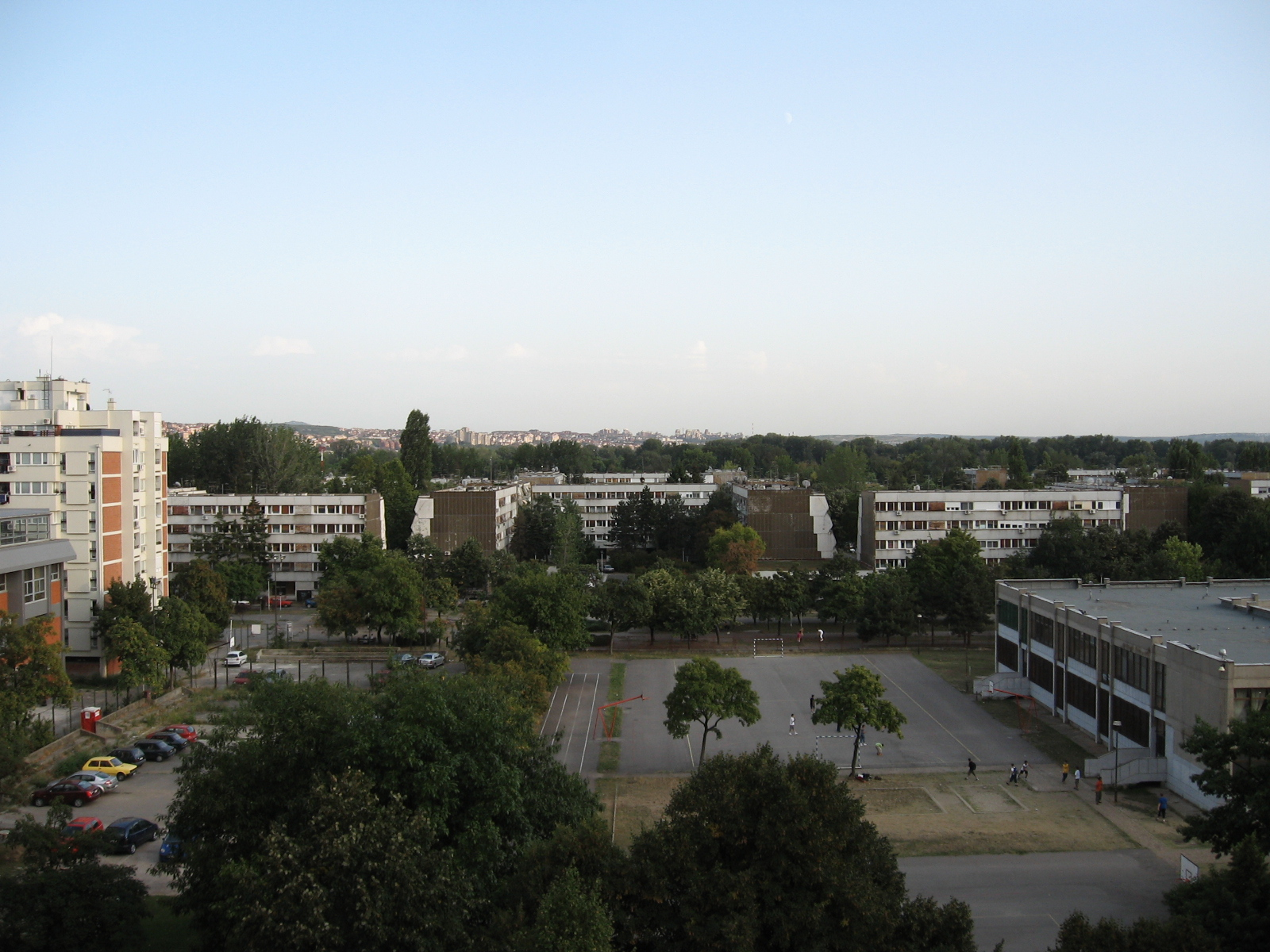
L'école primaire Branko Radičević, dans le Blok 45

La rue abrite plusieurs établissements scolaires. L'école maternelle Zvončići est située au n° 215 et l'école Istok au n° 168.
L'école élémentaire Knjeginja Milica se trouve au n° 78 et l'école élémentaire Branko Radičević au n° 195. L'école élémentaire de musique Stanislav Binički est installée au n° 138.

## Économie
La société Ratko Mitrović Beograd, une entreprise de construction cotée à la Bourse de Belgrade, a son siège social dans la rue, au n° 177.
Au n° 11b se trouve le siège belgradois de l'entreprise bulgare Sectron, spécialisée dans les alarmes et la télésurveillance. Au n° 14b se trouve le siège de la société TRIAX, qui vend des batteries et des chargeurs ; cette entreprise est installée dans le tout nouveau quartier de Belville, également connu sous le nom de « Univerzitetsko selo », le « village universitaire ». Dans ce même quartier, essentiellement résidentiel, au n° 14ž, se trouve l'Hotel Alternative, qui propose en location des appartements tout équipés, à la journée, à la semaine ou au mois.
Le grand centre commercial de Delta City est situé au n° 16 ; construit dans le Blok 67 de la municipalité de Novi Beograd, il a été inauguré en 2007 ; il appartient à Delta M, une filiale de la Delta Holding ; il est actuellement le plus grand centre de ce genre en Serbie. Le centre commercial Piramida se trouve au n° 151. Un troisième centre commercial, Enjub, est installé au n° 227.
Le marché du Blok 44 (Pijaca Blok 44) se tient au n° 66.

## Transports
La rue Jurija Gagarina est desservie par la société GSP Beograd. On peut y emprunter les lignes de bus 45 (Blok 44 – Zemun Novi Grad), 60 (Zeleni venac – Novi Beograd), 68 (Zeleni venac – Novi Beograd Blok 70), 73 (Novi Beograd Blok 45 – Batajnica), 82 (Zemun Kej oslobođenja – Bežanijsko groblje – Blok 44), 85 (Belville - Čukarička padina), 89 (Vidikovac – Čukarička padina – Novi Beograd Blok 61), 94 (Novi Beograd Blok 45 – Miljakovac I), 95 (Novi Beograd Blok 45 – Borča III) et 610 (Zemun Kej oslobođenja – Jakovo). La rue est également parcourue par plusieurs lignes de tramway : les lignes 7 (Ustanička - Blok 45), 7L (Tašmajdan - Blok 45), 9 (Banjica - Blok 45), 11 (Kalemegdan - Blok 45) et 13 (Blok 45 – Banovo brdo).